# Associazione Calcio Riunite Messina 1973-1974
Questa voce raccoglie le informazioni riguardanti l'Associazione Calcio Riunite Messina nelle competizioni ufficiali della stagione 1973-1974.

## Rosa
| N. |                   | Ruolo | Calciatore           |
| -- | ----------------- | ----- | -------------------- |
|    | Italia (bandiera) | D     | Antonio Ballariano   |
|    | Italia (bandiera) | A     | Lando Bertagna       |
|    | Italia (bandiera) | C     | Dino Bonaretti       |
|    | Italia (bandiera) | C     | Valerio Burroni      |
|    | Italia (bandiera) | D     | Bruno Caligiuri      |
|    | Italia (bandiera) | C     | Vincenzo Crimi       |
|    | Italia (bandiera) | A     | Emanuele Curcio      |
|    | Italia (bandiera) | D     | Salvatore D'Agostino |
|    | Italia (bandiera) | D     | De Domenico          |
|    | Italia (bandiera) | P     | Danilo De Giuliani   |
|    | Italia (bandiera) | A     | Guido De Maria       |

| N. |                   | Ruolo | Calciatore           |
| -- | ----------------- | ----- | -------------------- |
|    | Italia (bandiera) | C     | Feresin              |
|    | Italia (bandiera) | C     | Salvatore Frisenda   |
|    | Italia (bandiera) | C     | Gianfranco Gagliardi |
|    | Italia (bandiera) | D     | Costantino Lo Bosco  |
|    | Italia (bandiera) | C     | Pietro Lo Monaco     |
|    | Italia (bandiera) | D     | Vittorio Memo        |
|    | Italia (bandiera) | D     | Alberto Miatton      |
|    | Italia (bandiera) | P     | Giuseppe Nastasi     |
|    | Italia (bandiera) | A     | Leonzio Rosa         |
|    | Italia (bandiera) | D     | Alberto Rossi        |
|    | Italia (bandiera) | C     | Antonio Tripepi      |